# Шахандашт
Шахандашт (перс. شاهاندشت) — село в Ірані, у дегестані Бала-Ларіджан, у бахші Ларіджан, шагрестані Амоль остану Мазендеран. За даними перепису 2006 року, його населення становило 21 особу, що проживали у складі 9 сімей.

## Клімат
Середня річна температура становить 6,91°C, середня максимальна – 23,21°C, а середня мінімальна – -9,70°C. Середня річна кількість опадів – 210 мм.
| Клімат поселення                              | Клімат поселення | Клімат поселення | Клімат поселення | Клімат поселення | Клімат поселення | Клімат поселення | Клімат поселення | Клімат поселення | Клімат поселення | Клімат поселення | Клімат поселення | Клімат поселення | Клімат поселення |
| Показник                                      | Січ.             | Лют.             | Бер.             | Квіт.            | Трав.            | Черв.            | Лип.             | Серп.            | Вер.             | Жовт.            | Лист.            | Груд.            |                  |
| Середній максимум, °C                         | −0,9             | −0,08            | 3,78             | 10,97            | 15,87            | 19,86            | 23,21            | 22,64            | 18,97            | 13,30            | 7,50             | 2,52             |                  |
| Середня температура, °C                       | −5,29            | −4,48            | −0,6             | 6,57             | 11,47            | 15,46            | 18,47            | 17,91            | 14,26            | 8,58             | 2,80             | −2,19            |                  |
| Середній мінімум, °C                          | −9,7             | −8,86            | −4,99            | 2,18             | 7,08             | 11,06            | 13,77            | 13,20            | 9,54             | 3,86             | −1,92            | −6,91            |                  |
| Норма опадів, мм                              | 23               | 25               | 40               | 30               | 26               | 7                | 6                | 3                | 3                | 13               | 15               | 19               |                  |
| Середньомісячна швидкість вітру, м/с          | 1.24             | 1.98             | 2.69             | 2.85             | 2.54             | 2.20             | 2.10             | 1.97             | 1.92             | 1.96             | 1.71             | 1.41             |                  |
| Середньомісячна сонячна радіація, кДж/м²·день | 9460             | 12046            | 14517            | 17970            | 21758            | 25407            | 25244            | 23312            | 19980            | 14758            | 10928            | 8894             |                  |
| --------------------------------------------- | ---------------- | ---------------- | ---------------- | ---------------- | ---------------- | ---------------- | ---------------- | ---------------- | ---------------- | ---------------- | ---------------- | ---------------- | ---------------- |
| Джерело:                                      |                  |                  |                  |                  |                  |                  |                  |                  |                  |                  |                  |                  |                  |